# Karl Theodor von Dalberg
Karl Theodor Anton Maria von Dalberg (Mannheim, 8 febbraio 1744 – Ratisbona, 10 febbraio 1817) fu principe-arcivescovo di Magonza, arcicancelliere del Sacro Romano Impero, e successivamente principe primate della Confederazione del Reno e granduca di Francoforte durante il dominio napoleonico in Germania.

## Biografia

### I primi anni e la carriera ecclesiastica
Proveniente dall'antica famiglia patrizia cattolica e cosmopolita di Dalberg, crebbe poliglotta, parlava perfettamente francese e tedesco. Nato a Herrnsheim, era figlio di Franz Heinrich, (amministratore di Worms e capo dei consiglieri dell'arcivescovo di Magonza) e fratello di Marianne, Wolfgang Heriberg e Johann Friedrich Hugo von Dalberg. Karl studiò diritto canonico presso l'Università di Heidelberg, continuando poi i propri studi a Magonza dal 1754. Alla fine del 1762 intraprese un grand tour in Italia ed in Francia, dal quale tornò due anni dopo. A Roma ebbe l'opportunità di conoscere l'archeologo Johann Joachim Winckelmann e di proseguire i propri studi legali presso l'Università di Pavia.
Intrapresa la carriera ecclesiastica, nel 1772 venne nominato governatore di Erfurt, exclave della diocesi di Magonza, carica nella quale ebbe modo di dimostrare le proprie abilità anche in campo amministrativo, oltre ad entrare in contatto con molte realtà dell'illuminismo tedesco a lui vicine, come la Società delle muse di Weimar e la riorganizzazione dell'università di Erfurt che proprio in quegli anni andava compiendosi.
Nel 1779, divenne canonico nella cattedrale di Würzburg e dal 1786 ottenne la medesima carica anche a Magonza, oltre che a Worms ed a Costanza. Nel 1787 venne eletto coadiutore della cattedrale di Magonza con diritto di successione al vescovo in carica, nonché vescovo di Worms, e nel 1788 venne eletto vescovo di Costanza. Nel 1789 Dalberg divenne membro dell'Accademia Cesarea Leopoldina, dell'Accademia delle scienze di Baviera, dell'Accademia delle scienze di Gottinga e dell'Accademia Reale Prussiana delle Scienze.
Come uomo di stato Dalberg si distinse per le proprie attitudini patriottiche, anche in materia ecclesiastica, nelle quali seguì la visione del febronianesimo della nazione tedesca, in modo da risvegliare la macchina ormai atrofizzata dell'impero di Germania. Avendo fallito in questo, egli si rivolse a Napoleone, credendo nei suoi ideali. Fu inoltre membro degli Illuminati col nome di Baco di Verulam e prefetto della congregazione per la città di Erfurt.

### Il periodo napoleonico
Ma con il Trattato di Lunéville nel 1801, nel quale tutti i territori sulla riva destra del Reno vennero ceduti alla Francia, Dalberg concedette Worms, Costanza e anche Magonza. Ad ogni modo, egli mantenne per sé il principato di Aschaffenburg e nel 1803 ottenne il Reichstädte Wetzlar e Ratisbona come i territori del Vescovato di Ratisbona. Magonza, infine, venne annessa dalla Francia, e Dalberg fu trasferito a Ratisbona, che fu nell'occasione elevata al rango di arcidiocesi. Nel 1802 divenne arcivescovo-elettore di Magonza e arcicancelliere dell'Impero.
Nel 1806, assieme ad altri principi, si separò dal Sacro Romano Impero ed aderì alla Confederazione del Reno. Diede formalmente le dimissioni dal titolo di arcicancelliere dell'imperatore Francesco II e da Napoleone venne nominato principe primate della Confederazione del Reno.
Nel 1809 il Reichsstadt di Francoforte venne incluso tra i territori del Trattato di Schönbrunn e venne elevato al rango di Granducato di Francoforte. Ad ogni modo i suoi territori furono incrementati, ma dovette cedere Ratisbona alla Baviera.
Nel 1813 il 5 febbraio in Francoforte sul Meno rifondò l'Ordine della Concordia e ne fu S.A.S.il Gran Maestro, diede le dimissioni da tutti i suoi incarichi, eccetto da quello di arcivescovo di Ratisbona, in favore del figliastro di Napoleone Eugenio di Beauharnais, che ne fu erede sino al 1810.
Morì nel 1817.
Ricordato come personalità di grande cuore e di grande cultura, fu amico di Goethe, Schiller e Wieland. Come loro fu massone, membro della Loggia Carl zu den drei Rädern di Erfurt.

## Genealogia episcopale e successione apostolica
La genealogia episcopale è:
- Cardinale Guillaume d'Estouteville, O.S.B.Clun.
- Papa Sisto IV
- Papa Giulio II
- Cardinale Raffaele Riario
- Papa Leone X
- Papa Clemente VII
- Cardinale Antonio Sanseverino
- Cardinale Giovanni Michele Saraceni
- Papa Pio V
- Cardinale Innico d'Avalos d'Aragona, O.S.Iacobi
- Cardinale Scipione Gonzaga
- Patriarca Fabio Biondi
- Papa Urbano VIII
- Cardinale Cosimo de Torres
- Cardinale Francesco Maria Brancaccio
- Vescovo Miguel Juan Balaguer Camarasa, O.S.Io.Hier.
- Papa Alessandro VII
- Arcivescovo Massimiliano Enrico di Baviera
- Vescovo Johann Heinrich von Anethan
- Arcivescovo Anselm Franz von Ingelheim
- Vescovo Matthias Starck
- Arcivescovo Lothar Franz von Schönborn (1695)
- Vescovo Friedrich Karl von Schönborn-Buchheim
- Arcivescovo Franz Georg von Schönborn
- Arcivescovo Philipp Karl von Eltz zu Kempenich
- Arcivescovo Emmerich Joseph von Breidbach zu Bürresheim
- Vescovo Ludwig Philipp Behelm
- Arcivescovo Friedrich Karl Joseph von Erthal

La successione apostolica è:
- Vescovo Adalbert von Harstall, O.S.B. (1789)
- Vescovo Georg Karl Ignaz von Fechenbach zu Laudenbach (1795)
- Vescovo Karl Josef Jerome von Kolborn (1807)